# 荊防敗毒散
荊防敗毒散為一中藥方劑名稱，為治療流行性感冒的藥方，古代亦曾被用來治療瘟疫。中華民國（臺灣）國家中醫藥研究所開發的緩解輕症嚴重特殊傳染性肺炎的清冠一號亦以此方為基礎方。

## 應用範圍
治療一般性感冒、發燒、頭痛及改善血液循環、咽喉腫痛、肢體痠痛。
臺灣國家中醫藥研究所研究團隊在國際新冠肺炎疫情嚴峻期間，於2020年研發出之「臺灣清冠一號」中藥方劑，亦由本方劑加減而成。

## 出處
- 明．張時徹《攝生眾妙方》
- 明．吳綬《傷寒蘊要全書》
- 明．虞摶《醫學正傳》

但藥方之組成稍有不同。

## 方劑組成
1. 現行通用之方劑組成為：荊芥、防風、羌活、獨活、川芎、柴胡、前胡、桔梗、枳殼、茯苓各1錢、炙甘草5分、生薑1錢、薄荷3分。[註 2]
2. 明．吳綬《傷寒蘊要全書》中所載之方劑組成為：羌活、獨活、柴胡、前胡、枳殼、桔梗、茯苓、人參、川芎、甘草、薄荷、荊芥、防風、牛蒡子。（多了人參、牛蒡子，少了生薑）
3. 明．虞摶《醫學正傳》中所載之方劑組成為：羌活、獨活、柴胡、前胡、枳殼、桔梗、茯苓、人參、川芎、甘草、荊芥、防風。（有人參，但沒有牛蒡子、生薑）。
4. 明．張時徹《攝生眾妙方》的方劑組成則為：羌活、獨活、柴胡、前胡、枳殼、桔梗、茯苓、川芎、甘草、荊芥、防風。（去掉人參、生薑、薄荷）

## 方義
- 羌活、防風、荊芥、生薑：溫辛解表
- 柴胡、薄荷：辛涼解表
- 獨活：袪風濕
- 枳殼：理氣
- 炙甘草：強心、補脾
- 茯苓：利水
- 川芎：活血
- 桔梗、前胡：止咳化痰[5]

## 註解
1. ↑  有訛傳作臺灣冠清一號，相關單位澄清其並非臺灣清冠一號，且訛傳配方並不能安全食用。 [2]
2. ↑  本藥方見中華民國衛生福利部中醫藥司網頁[3]；以及中華民國藥師公會全國聯合會網頁[4]